# Frank Del Giudice
Frank Del Giudice, nato Francesco del Giudice (Argusto, 10 marzo 1943), è un musicista e compositore italiano.
Attivo soprattutto negli anni '70 e '80, è ricordato principalmente per il suo sodalizio artistico con Franco Califano, con il quale collaborò a lungo anche in veste di musicista, sia dal vivo sia in studio.

## Biografia
Francesco del Giudice nasce nel 1943 ad Argusto, un piccolo paese in provincia di Catanzaro in Calabria. Nel 1959 suo padre emigra a Toronto portando con sé Francesco. È qui che il giovane inizia l’attività artistica come compositore e bassista; il suo esordio discografico risale al 1965, con il 45 giri omonimo del gruppo “The Fiends”, pubblicato dall’etichetta canadese Dino Records.
Dopo aver ottenuto un discreto successo in Canada e Quebec, collaborando tra gli altri con il cantante Dave Clayton-Thomas dei Blood Sweat & Tears (conosciuto grazie all’amicizia con il chitarrista Jack Mowbray), nel 1968 rientra in Italia come musicista del cantautore Nicola di Bari e si trasferisce a Milano, iniziando a frequentare l’ambiente musicale del posto. Qui stringe rapporti professionali e d’amicizia con alcune delle grandi figure del cantautorato italiano, tra cui Gino Paoli, Bruno Lauzi e Dori Ghezzi (grazie alla quale conoscerà Fabrizio de André).
Nel 1971 fonda il gruppo pop rock Fili d’Erba, assieme al Paolo Moderato, Luigi Liguori e Jean Pierre Olivas; l’anno successivo la Italdisc pubblicherà il loro primo e unico album, “Fili d’Erba”, i cui brani vengono interamente composti da Frank del Giudice. Il gruppo non raggiungerà mai il grande pubblico, pur rimanendo molto attivo con concerti in Italia e in Svizzera, anche in compagnia dei Pooh.
La carriera artistica di Frank del Giudice muta radicalmente in seguito all’incontro con Franco Califano, conosciuto quasi per caso nel 1976: il musicista italo-canadese prende parte al trio che accompagnerà Califano per quasi vent’anni di carriera e, su invito del compositore romano, musica alcuni suoi testi. Nascono in questo modo alcuni dei più grandi successi del “Califfo”, tra cui ricordiamo Tutto il resto è noia, Io nun piango, Vivere e volare, assieme a molti altri. 
Terminata l’esperienza artistica con Califano, Frank del Giudice decide di ritirarsi dal palcoscenico, continuando a lavorare in veste di responsabile del settore editoriale per l’etichetta indipendente Nar International di Milano.

## Brani composti da Frank Del Giudice
| Interprete               | Titolo brano                                    | Anno | Musica                                             | Testo                   |
| ------------------------ | ----------------------------------------------- | ---- | -------------------------------------------------- | ----------------------- |
| The Fiends               | I’ll Be There                                   | 1965 | Frank del Giudice                                  | Frank del Giudice       |
| The Fiends               | By My Side                                      | 1965 | Frank del Giudice                                  | Frank del Giudice       |
| Fili d’Erba              | V.I.P.                                          | 1972 | Frank del Giudice                                  | Frank del Giudice       |
| Fili d’Erba              | I Want You Back                                 | 1972 | Frank del Giudice                                  | Frank del Giudice       |
| Fili d’Erba              | Confusion                                       | 1972 | Frank del Giudice                                  | Alberico Gentile        |
| Fili d’Erba              | Uomo Vero (City Street’s)                       | 1972 | Frank del Giudice                                  | Alberico Gentile        |
| Fili d’Erba              | Sweet Mary                                      | 1972 | Frank del Giudice                                  | Frank del Giudice       |
| Fili d’Erba              | Uomo Tu Non Sei Libero (Why Can People Be Free) | 1972 | Frank del Giudice                                  | Alberico Gentile        |
| Fili d’Erba              | Wait Until Tomorrow                             | 1972 | Frank del Giudice                                  | Frank del Giudice       |
| Fili d’Erba              | That’s My Life                                  | 1972 | Frank del Giudice, John Lovette                    | Frank del Giudice       |
| Franco Califano          | Tutto Il Resto È Noia                           | 1977 | Frank del Giudice                                  | Franco Califano         |
| Franco Califano          | Vivere E Volare                                 | 1977 | Frank del Giudice                                  | Franco Califano         |
| Franco Califano          | Pasquale L’Infermiere                           | 1977 | Frank del Giudice, Ramirez Gattini, Reinoso Aranda | Franco Califano         |
| Franco Califano          | La Vacanza Di Fine Settimana                    | 1977 | Frank del Giudice, Ramirez Gattini, Reinoso Aranda | Franco Califano         |
| Franco Califano          | Moriremo ‘Insieme                               | 1977 | Frank del Giudice, Ramirez Gattini, Reinoso Aranda | Franco Califano         |
| Franco Califano          | Io Non Piango                                   | 1978 | Frank del Giudice, Franco Califano                 | Franco Califano         |
| Franco Califano          | Monica                                          | 1978 | Frank del Giudice, Ramirez Gattini                 | Franco Califano         |
| Franco Califano          | Piercarlino                                     | 1978 | Frank del Giudice, Ramirez Gattini                 | Franco Califano         |
| Franco Califano          | Capodanno                                       | 1978 | Frank del Giudice                                  | Franco Califano         |
| Franco Califano          | Semplicemente                                   | 1981 | Frank del Giudice                                  | Franco Califano         |
| Franco Califano          | Ho Giocato Con Il Tempo                         | 1984 | Frank del Giudice, Franco Califano                 | Franco Califano         |
| Franco Califano          | Attimi                                          | 1986 | Frank del Giudice                                  | Franco Califano         |
| Franco Califano          | Ti Aspetto Domani                               | 1988 | Frank del Giudice                                  | Franco Califano         |
| Franco Califano          | Vivere E Credere                                | 1988 | Frank del Giudice, Franco Califano                 | Franco Califano         |
| Franco Califano          | Il Cuore Al Chiodo                              | 1989 | Frank del Giudice                                  | Franco Califano         |
| Franco Califano          | America                                         | 1990 | Frank del Giudice                                  | Franco Califano         |
| Franco Califano          | La Passione                                     | 1991 | Frank del Giudice, Dibì                            | Franco Califano         |
| Fiorella Pierobon        | Navigherò (sigla di “Rivediamoli”, Canale 5)    | 1989 | Frank del Giudice                                  | Ivano Bertola           |
| Fiorella Pierobon        | Piccolo Eroe (sigla di “Rivediamoli”, Canale 5) | 1990 | Frank del Giudice                                  | Ivano Bertola           |
| Rocky di Palma           | Mare a Milano (Festivalbar 1984)                | 1984 | Frank del Giudice                                  | Ivano Bertola           |
| Rocky di Palma           | Volo Volo (Festivalbar 1984)                    | 1984 | Frank del Giudice                                  | Ivano Bertola           |
| Gino Paoli / Roby Matano | Natale Din Don Dan                              | 2010 | Frank del Giudice                                  | Dibì, Christian Moretti |

Ulteriori brani composti comprendono successi di Gil Ventura, Norman Jordan, Domingo Donzelli e Oscar Valentini. Una lista completa può essere trovata sul sito ufficiale dell’autore.
Ultimo brano " IO SO AMARE COSI' " di F. Califano / F. Del Giudice inciso su cd e Vinile da Patty Pravo 07/02/2019